# O. Henry Awards

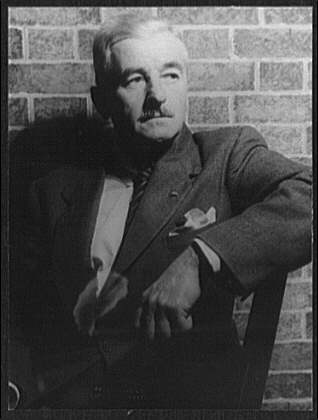
William Faulkner (1897-1962), écrivain américain, prix Nobel de littérature en 1949, a reçu deux O. Henry Awards. En 1939, pour Barn Burning paru dans Harper's Magazine et, en 1949, pour A Courtship paru dans The Sewanee Review.

Les O. Henry Awards sont des prix décernés chaque année depuis 1919 aux États-Unis, venant récompenser les meilleures nouvelles.

## Histoire
Le jury sélectionne chaque année ce qu'il considère comme les vingt meilleures nouvelles de langue anglaise parues dans la presse américaine et canadienne et les fait paraître dans un recueil intitulé The O. Henry Prize Stories (suivie du numéro de l'année de parution, par exemple The O. Henry Prize Stories 2005).
Le nom du prix vient de l'écrivain américain O. Henry, nom de plume de William Sydney Porter (1862–1910). En avril 1918, huit ans après sa mort, le Twilight Club (fondé en 1883 et qui devint plus tard The Society of Arts and Letters, la société des arts et des lettres) se réunit en son honneur à l'hôtel McAlpin de New York. Ses amis se souviennent de lui avec tant d'enthousiasme qu'un comité se réunit à l'hôtel Biltmore en décembre 1918 pour réfléchir à la manière de lui rendre hommage. Ce comité décide alors de mettre en place une récompense à son nom, The O. Henry Awards, pour « renforcer l'art de la nouvelle et stimuler les jeunes auteurs », dixit Blanche Colton Williams qui dirigea les O. Henry Awards de 1919 à 1932. Pour dénicher ces nouvelles, un comité de lecture est créé, le Committee of Award. 
Le premier volume de nouvelles sélectionnées, O. Henry Memorial Award Prize Stories 1919, est publié par Doubleday, Page & Company. En 1927, la société vend les droits annuels à Doubleday, Doran & Company. De 1984 à 1996, Anchor Books publie les nouvelles en parallèle en livre de poche. Depuis 1997, les O. Henry Prize Stories sont publiées directement en livre de poche par Anchor Books.

### Directeurs du jury et de la publication
- 1919-1932 : Blanche Colton Williams
- 1933-1940 : Harry Hansen
- 1941-1951 : Herschel Brickell
- 1952-1953 : publications interrompues par le décès de Herschel Brickell
- 1954-1959 : Paul Engle
- 1960 : Mary Stegner
- 1961-1966 : Richard Poirier (assisté par William Abrahams, 1964-1966)
- 1967-1996 : William Abrahams
- 1997-2002 : Larry Dark
- 2003 à aujourd'hui : Laura Furman

### Prix
Selon les années, différents prix sont apparus ou disparus : Best First-Published Story, Best Short Short, Third Place. Mais sur la vingtaine de nouvelles qui sont sélectionnées chaque année, deux catégories ont toujours existé : Second Prize et, surtout, First Prize (premier prix). Les noms d'auteurs retenus dans cet article sont uniquement ceux qui ont reçu le premier prix. 
Le premier prix a récompensé des écrivains peu connus comme des personnalités célèbres telles que Woody Allen en 1978, Stephen King en 1996, Truman Capote en 1948 ou encore William Faulkner en 1939 et 1949.

### Auteurs les plus distingués
Quelques auteurs ont gagné plusieurs fois le premier prix des O. Henry Awards :
- Quatre fois : 
  - Cynthia Ozick (1975, 1981, 1984 et 1992)
- Trois fois :
  - Flannery O'Connor (1957, 1963 et 1965)
  - Eudora Welty (1942, 1943 et 1968)
  - Stephen Vincent Benét (1932, 1937 et 1940)
  - William Trevor (2002, 2006 et 2007)
- Deux fois :
  - William Faulkner (1939 et 1949)
  - Raymond Carver (1983 et 1988)
  - Harold Brodkey (1975 et 1976)
  - Joyce Carol Oates (1967 et 1973)
  - John Updike (1966 et 1991)
  - Kay Boyle (1935 et 1941)

### Magazines les plus distingués
À proprement parler, les O. Henry awards ne distinguent pas un magazine, mais bien les auteurs qui ont publié dans un magazine, cependant, à titre indicatif, voici une liste (données 2005) des vingt magazines où sont parues le plus de nouvelles récompensées et publiées par les O. Henry awards. 
| Rang | Histoires publiées | Nom du magazine               | Période   |  |
| 1    | 177                | The New Yorker                | 1935-2005 |  |
| 2    | 118                | The Atlantic Monthly          | 1919-2005 |  |
| 3    | 117                | Harper's Magazine             | 1919-2005 |  |
| 4    | 52                 | The Saturday Evening Post     | 1919-1968 |  |
| 5    | 51                 | Harper's Bazaar               | 1936-1964 |  |
|      |                    |                               |           |  |
| 6    | 43                 | Mademoiselle                  | 1936-1975 |  |
| 7    | 43                 | Story                         | 1933-2000 |  |
| 8    | 41                 | Esquire                       | 1934-2003 |  |
| 9    | 35                 | The Kenyon Review             | 1944-2005 |  |
| 10   | 33                 | The Yale Review               | 1931-1997 |  |
|      |                    |                               |           |  |
| 11   | 28                 | The Virginia Quarterly Review | 1929-1998 |  |
| 12   | 27                 | Epoch                         | 1948-2001 |  |
| 13   | 27                 | Redbook                       | 1920-1993 |  |
| 14   | 23                 | The Sewanee Review            | 1946-1991 |  |
| 15   | 21                 | Scribner's Magazine           | 1920-1938 |  |
|      |                    |                               |           |  |
| 16   | 20                 | Ploughshares                  | 1978-2003 |  |
| 17   | 18                 | The Hudson Review             | 1949-1993 |  |
| 18   | 18                 | Pictorial Review              | 1919-1938 |  |
| 19   | 17                 | The Paris Review              | 1957-2003 |  |
| 20   | 16                 | Collier's Magazine            | 1920-1954 |  |

## Liste complète des récipiendaires du premier prix des O. Henry Awards

### Années 1910
- 1919 : Margaret Prescott Montague : England to America, The Atlantic Monthly, septembre 1918

### Années 1920
- 1920 : Maxwell Struthers Burt : Each in His Generation, Scribner's Magazine, juillet 1920
- 1921 : Edison Marshall : The Heart of Little Shikara, Everybody's Magazine, janvier 1921
- 1922 : Irvin S. Cobb : Snake Doctor, Cosmopolitan Magazine, novembre 1922
- 1923 : Edgar Valentine Smith : Prelude, Harper's Magazine, mai 1923
- 1924 : Inez Haynes Irwin : The Spring Flight, McCall's Magazine, juin 1924
- 1925 : Julian Street : Mr. Bisbee's Princess, Redbook, mai 1925
- 1926 : Wilbur Daniel Steele : Bubbles, Harper's Magazine
- 1927 : Roarke Bradford : Child of God, Harper's Magazine, avril 1927
- 1928 : Walter Duranty : The Parrot, Redbook Magazine, mars 1928
- 1929 : Dorothy Parker : Big Blonde, Bookman Magazine, février 1929

### Années 1930
- 1930 :
  - W. R. Burnett : Dressing-Up, Harper's Magazine, novembre 1929
  - William H. John : Neither Jew nor Greek, Century Magazine, août 1929
- 1931 : Wilbur Daniel Steele : Can't Cross Jordan by Myself, Pictorial Review
- 1932 : Stephen Vincent Benét : An End to Dreams, Pictorial Review, février 1932
- 1933 : Marjorie Kinnan Rawlings : Gal Young Un, Harper's Magazine, juin et juillet 1932
- 1934 : Louis Paul : No More Trouble for Jedwick, Esquire
- 1935 : Kay Boyle : The White Horses of Vienna, Harper's Magazine
- 1936 : James Gould Cozzens : Total Stranger, The Saturday Evening Post, 15 février 1936
- 1937 : Stephen Vincent Benét : The Devil and Daniel Webster, The Saturday Evening Post
- 1938 : Albert Maltz : The Happiest Man on Earth, Harper's Magazine
- 1939 : William Faulkner : Barn Burning, Harper's Magazine

### Années 1940
- 1940 : Stephen Vincent Benét : Freedom's a Hard-Bought Thing, The Saturday Evening Post
- 1941 : Kay Boyle : Defeat, The New Yorker
- 1942 : Eudora Welty : The Wide Net, Harper's Magazine
- 1943 : Eudora Welty : Livvie is Back, The Atlantic Monthly
- 1944 : Irwin Shaw : Walking Wounded, The New Yorker
- 1945 : Walter Van Tilburg Clark : The Wind and the Snow of Winter, The Yale Review
- 1946 : John Mayo Goss : Bird Song, The Atlantic Monthly
- 1947 : John Bell Clayton : The White Circle, Harper's Magazine
- 1948 : Truman Capote : Shut a Final Door, The Atlantic Monthly
- 1949 : William Faulkner : A Courtship, The Sewanee Review

### Années 1950
- 1950 : Wallace Stegner : The Blue-Winged Teal, Harper's Magazine
- 1951 : Harris Downey : The Hunters, Epoch Magazine
- 1952 : Pas de remise des prix. Interruption due au décès de Herschel Brickell
- 1953 : Pas de remise des prix. Interruption due au décès de Herschel Brickell
- 1954 : Thomas Mabry : The Indian Feather, The Sewanee Review
- 1955 : Jean Stafford : In the Zoo, The New Yorker
- 1956 : John Cheever : The Country Husband, The New Yorker
- 1957 : Flannery O'Connor : Greenleaf, The Kenyon Review
- 1958 : Martha Gellhorn : In Sickness as in Health, The Atlantic Monthly
- 1959 : Peter Taylor : Venus, Cupid, Folly and Time, The Kenyon Review

### Années 1960
- 1960 : Lawrence Sargent Hall : The Ledge, The Hudson Review, hiver 1958-1959
- 1961 : Tillie Olson : Tell Me a Riddle, New World Writing, Numéro 16
- 1962 : Katherine Anne Porter : Holiday, The Atlantic Monthly, décembre 1960
- 1963 : Flannery O'Connor : Everything That Rises Must Converge, New World Writing
- 1964 : John Cheever : The Embarkment for Cythera, The New Yorker, 3 novembre 1962
- 1965 : Flannery O'Connor : Revelation, Sewanee Review, printemps 1964
- 1966 : John Updike : The Bulgarian Poetess, The New Yorker, 13 mars 1965
- 1967 : Joyce Carol Oates : In the Region of Ice, The Atlantic Monthly, août 1966
- 1968 : Eudora Welty : The Demonstrators, The New Yorker, 26 novembre 1966
- 1969 : Bernard Malamud : Man in the Drawer, The Atlantic Monthly, avril 1968

### Années 1970
- 1970 : Robert Hemenway : The Girl Who Sang with the Beatles, The New Yorker, 11 janvier 1969
- 1971 : Florence M Hecht : Twin Bed Bridge, The Atlantic Monthly, mai 1970
- 1972 : John Batki : Strange-Dreaming Charlie, Cow-Eyed Charlie, The New Yorker, 20 mars 1971
- 1973 : Joyce Carol Oates : The Dead, McCall's, juillet 1971
- 1974 : Renata Adler : Brownstone, The New Yorker, 27 janvier 1973
- 1975 :
  - Harold Brodkey : A Story in an Almost Classical Mode, The New Yorker, 17 septembre 1973
  - Cynthia Ozick : Usurpation (Other People's Stories), Esquire, mai 1974
- 1976 : Harold Brodkey : His Son in His Arms, in Light, Aloft, Esquire, août 1975
- 1977 :
  - Shirley Hazzard : A Long Story Short, The New Yorker, 26 juillet 1976
  - Ella Leffland : Last Courtesies, Harper's Magazine, juillet 1976
- 1978 : Woody Allen : The Kugelmass Episode, The New Yorker, 2 mai 1977
- 1979 : Gordon Weaver : Getting Serious, The Sewanee Review, automne 1977

### Années 1980
- 1980 : Saul Bellow : A Silver Dish, The New Yorker, 25 septembre 1978
- 1981 : Cynthia Ozick : The Shawl, The New Yorker, 26 mai 1980
- 1982 : Susan Kenney : Facing Front, Epoch Magazine, hiver 1980
- 1983 : Raymond Carver : A Small, Good Thing, Ploughshares, volume 8, numéros 2 et 3
- 1984 : Cynthia Ozick : Rosa, The New Yorker, 21 mars 1983
- 1985 :
  - Stuart Dybek : Hot Ice, Antaeus Magazine
  - Jane Smiley : Lily, The Atlantic Monthly
- 1986 : Alice Walker : Kindred Spirits, Esquire, août 1985
- 1987 :
  - Louise Erdrich : Fleur, Esquire magazine, août 1986
  - Joyce Johnson : The Children's Wing, Harper's Magazine, juillet 1986
- 1988 : Raymond Carver : Errand, The New Yorker, 1er juin 1987
- 1989 : Ernest J. Finney : Peacocks, The Sewanee Review, hiver 1988

### Années 1990
- 1990 : Leo E. Litwak : The Eleventh Edition, TriQuarterly, numéro 74, hiver 1989
- 1991 : John Updike : A Sandstone Farmhouse, The New Yorker, 11 juin 1990
- 1992 : Cynthia Ozick : Puttermesser Paired, The New Yorker, 8 octobre, 1990
- 1993 : Thom Jones : The Pugilist at Rest, The New Yorker, 2 décembre 1991
- 1994 : Alison Baker : Better Be Ready 'Bout Half Past Eight, The Atlantic Monthly, janvier 1993
- 1995 : Cornelia Nixon : The Women Come and Go, New England Review, printemps 1994
- 1996 : Stephen King : The Man in the Black Suit, The New Yorker, 31 octobre 1994
- 1997 : Mary Gordon : City Life, Ploughshares, volume 22, numéro 1
- 1998 : Lorrie Moore : People Like That Are the Only People Here, The New Yorker, 27 janvier 1997
- 1999 : Peter Baida : A Nurse's Story, The Gettysburg Review, volume 13, numéro 3

### Années 2000
- 2000 : John Edgar Wideman : Weight, The Callaloo Journal, volume 22, numéro 3
- 2001 : Mary Swan : The Deep, The Malahat Review, numéro 131
- 2002 : Kevin Brockmeier : The Ceiling, McSweeney's, numéro 7 ; William Trevor (Sacred Statues)
- 2003 :
  - Denis Johnson : Train Dreams, Paris Review, été 2002
  - A. S. Byatt : The Thing in the Forest, The New Yorker, 3 juin 2002
- 2004 : Pas de remise des prix
- 2006 : William Trevor (The Dressmaker's Child)
- 2007 : William Trevor (The Room)

### Années 2020
- 2020 : non remis.
- 2022 :
  - Michel Nieva : El niño dengue, Granta
  - Samanta Schweblin : "Un hombre sin suerte,

## Sources
- Histoire des O. Henry Awards
- Magazines les plus récompensés
- Liste des premiers prix (de 1919 à 1999
- Liste complète des auteurs sélectionnés depuis 1919, tous prix confondus